# Ed Bishop
Ed Bishop, né George Victor Bishop le 11 juin 1932 à Brooklyn (New York) et mort le 8 juin 2005 à Kingston upon Thames (Londres), est un acteur américain.

## Filmographie
- 1964 : Le Saint (Série TV) - Saison 3, épisode 5 - Révolution : Sherm Inkler, Saison 3, épisode 6 - Le Procédé G : Cy Imberline
- 1965 : Le Saint (Série TV) - Saison 4, épisode 7 - Les Coupeurs de diamants : George Felson
- 1966 : Le Saint (Série TV) - Saison 5, épisode 8  - La Fête romaine : George Felson : Tony Allard
- 1967 : On ne vit que deux fois : l'opérateur radar à Hawaï
- 1967:  Captain Scarlet : voix de la marionnette  du Capitaine Bleu
- 1968 : 2001, l'Odyssée de l'espace : le capitaine de navette lunaire
- 1970 : UFO, alerte dans l'espace (Série TV) : colonel Straker .
- 1971 : Les diamants sont éternels : Klaus Hergersheimer
- 1978 : Les Professionnels (Série TV) - Saison 1, épisode 11 "Tir groupé", Saison 2, épisode 4 "La Fuite en avant"
- 1979 : S.O.S. Titanic : Henry Harris